# Honda NR500
La Honda NR500 es una motocicleta de cuatro tiempos específicamente desarrollada por Honda Motor Company para competir en el Campeonato del Mundo de 500cc. La NR del nombre son las siglas de "New Racing".

## Historia
La motivación detrás de la NR500 fue el deseo del fundador de la compañía, Soichiro Honda, de competir utilizando tecnología de motores de cuatro tiempos, ya que la mayoría de las motocicletas fabricadas por Honda usaban motores de cuatro tiempos. Cuando la FIM anunció nuevas regulaciones para la temporada de 1968 que limitaban los motores de 500 cc a cuatro cilindros, esto dio una ventaja a los equipos que usaban motocicletas de dos tiempos. Honda decidió retirarse de las carreras de motos para concentrarse en su división de automóviles.
En noviembre de 1977, Honda anunció que regresaría al Campeonato del Mundo de Motociclismo utilizando la tecnología de cuatro tiempos. A pesar de que los motores de dos tiempos dominaron las carreras a finales de la década de 1970, Honda se sintió obligado a competir con lo que vendían y, por lo tanto, compitió con una motocicleta de carreras de cuatro tiempos y alta tecnología. Dado que un motor convencional de cuatro tiempos y cuatro cilindros no podía producir la misma potencia que sus rivales de dos tiempos, Honda aumentó su área de válvulas para ser competitivo.
Las reglas en ese momento permitían hasta cuatro cámaras de combustión, por lo que Honda diseñó un V8 de 32 válvulas con cuatro pares de cámaras de combustión vinculadas. Esto luego se convirtió en un motor con cuatro cilindros de forma ovalada. Los cilindros ovales permitieron espacio para 32 válvulas y ocho bujías, lo mismo que el de un motor de ocho cilindros mientras se mantienen dentro del límite de las reglas de cuatro cilindros. Otra innovación utilizada en la NR500 fue su chasis monocasco que envolvió el motor como un capullo y ayudó a reducir el peso. En un esfuerzo por reducir la resistencia, el centro de gravedad y las fuerzas giroscópicas, la motocicleta utilizó ruedas Comstar de 16 pulgadas en lugar de las versiones convencionales de 18 pulgadas que eran comunes en ese momento.
Honda superó importantes problemas de fabricación para desarrollar su tecnología de cilindros ovales y, a fines de 1979, la motocicleta hizo su debut en el Gran Premio de Gran Bretaña pilotada por Mick Grant y Takazumi Katayama. Ambas motocicletas abandonaron, Grant chocó en la primera curva después de que la motocicleta derramó aceite sobre su neumático trasero, deslizándose junto con las chispas de la motocicleta, lo que requirió una rápida aplicación de los extintores de incendio. Katayama se retiró en la séptima vuelta debido a problemas de encendido cuando corría penúltimo. Honda perseveró durante dos temporadas más, pero nunca hizo que la motocicleta fuera competitiva. El chasis monocasco tuvo que abandonarse porque hacía demasiado difícil para los mecánicos trabajar en el motor durante las carreras. Las llantas de 16 pulgadas también tuvieron que ser abandonadas por llantas de 18 pulgadas. El estadounidense Freddie Spencer pudo alcanzar el quinto lugar en el Gran Premio de Gran Bretaña de 1981 antes de que la motocicleta se rompiera. La NR500 nunca ganó un gran premio. Un undécimo lugar de Ron Haslam en el Gran Premio de Gran Bretaña de 1982 fue su mejor resultado.
Honda abandonó el proyecto y diseñó la NS500 de dos tiempos para competir en la temporada 1982. Spencer conseguiría con la NS500 al primer campeonato mundial de pilotos de 500 cc de Honda en 1983. En última instancia, lo que condenó el proyecto NR500 fue que Honda había intentado desarrollar demasiadas tecnologías a la vez. A pesar de todo la NR500 experimentó algunos éxitos: Freddie Spencer montó la NR500 consiguiendo una victoria en una carrera del Campeonato de la AMA en Laguna Seca en 1981 y Kengo Kiyama ganó los 200 kilómetros de Suzuki ese mismo año.

## Resultados

### Campeonato del Mundo de Motociclismo
(Clave) (negrita indica pole position) (cursiva indica vuelta rápida)

| Año  | Equipo                     | N.º | Piloto            | 1   | 2   | 3   | 4   | 5   | 6   | 7   | 8   | 9   | 10  | 11  | 12  | Puntos | CP   | Puntos | CC |
| ---- | -------------------------- | --- | ----------------- | --- | --- | --- | --- | --- | --- | --- | --- | --- | --- | --- | --- | ------ | ---- | ------ | -- |
| 1979 | Honda International Racing |     |                   | VEN | AUT | GER | NAT | ESP | YUG | NED | BEL | SWE | FIN | GBR | FRA |        |      |        |    |
| 1979 | Honda International Racing | 5   | Takazumi Katayama |     |     |     |     |     |     |     |     |     |     | Ret | DNQ | 0      | NC   | 0      | NC |
| 1979 | Honda International Racing | 38  | Mick Grant        |     |     |     |     |     |     |     |     |     |     | Ret | DNQ | 0 (1)  | 35.º | 0      | NC |
| 1980 | Honda International Racing |     |                   | NAT | ESP | FRA | NED | BEL | FIN | GBR | GER |     |     |     |     |        |      |        |    |
| 1980 | Honda International Racing |     | Takazumi Katayama |     |     |     |     |     |     | 15  |     |     |     |     |     | 0 (18) | 10.º | 0      | NC |
| 1981 | Honda International Racing |     |                   | AUT | GER | NAT | FRA | YUG | NED | BEL | SMR | GBR | FIN | SWE |     |        |      |        |    |
| 1981 | Honda International Racing |     | Takazumi Katayama | 13  | Ret | Ret | Ret |     | Ret |     |     |     |     |     |     | 0      | NC   | 0      | NC |
| 1981 | Honda International Racing |     | Freddie Spencer   |     |     |     |     |     |     |     |     | Ret |     |     |     | 0      | NC   | 0      | NC |
| 1982 | Honda Britain              |     |                   | ARG | AUT | FRA | ESP | NAT | NED | BEL | YUG | GBR | SWE | SMR | GER |        |      |        |    |
| 1982 | Honda Britain              |     | Ron Haslam        |     |     |     |     |     | 12  | 11  |     | 15  |     |     |     | 0      | NC   | 0      | NC |

### Citas
1. ↑  «Honda NR 500: La primera MotoGP». solomoto.es. 10 de febrero de 2011. Archivado desde el original el 7 de junio de 2020. Consultado el 12 de mayo de 2020.
2. ↑  «Honda en el Mundial (II): De la NR500 al Big Bang». www.todocircuito.com. 8 de abril de 2020. Consultado el 12 de mayo de 2020.
3. ↑  «Honda NR500 / Four-stroke tech in a two-stroke world». www.mcnews.com.au (en inglés). Consultado el 12 de mayo de 2020.
4. ↑  «The Oval Piston Engine / 1979». global.honda (en inglés). Consultado el 12 de mayo de 2020.
5. ↑  «Honda NR500 Oval Piston Racer». motoaus.com (en inglés). 18 de junio de 2009. Consultado el 12 de mayo de 2020.
6. ↑  «Honda NR500: la pionera que no triunfó». www.todocircuito.com. 8 de mayo de 2020. Consultado el 12 de mayo de 2020.
7. ↑  «Honda NS 500 contra Honda NR 500: la batalla del 4 de julio». www.soymotero.net. 4 de julio de 2016. Consultado el 12 de mayo de 2020.
8. ↑  «Honda NR500, innovadora y sorprendente, pero un fracaso». motos.espirituracer.com. 12 de octubre de 2019. Consultado el 12 de mayo de 2020.
9. ↑  «Aprendiendo de los errores: Honda NR 500». www.motociclismo.es. 23 de agosto de 2019. Consultado el 12 de mayo de 2020.